# N,N-Dimethylethanolamin
N,N-Dimethylethanolamin ist eine organisch-chemische Verbindung aus der Stoffgruppe der alkylierten Aminoalkohole. Es ist über das Cholin (das Trimethylethanolammonium-Kation) eng mit dem Neurotransmitter Acetylcholin verwandt. Die Verbindung ist ein Zwischenprodukt der chemischen und pharmazeutischen Industrie.

## Vorkommen

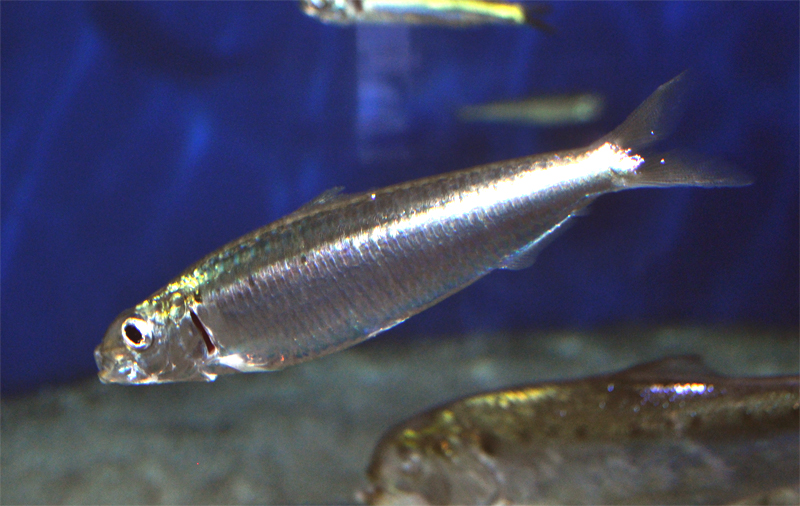
Sardine (Sardina pilchardus)

Als Stoffwechselprodukt des Metabolismus des Cholins kommt Dimethylaminoethanol in vielen Lebewesen vor. Größere Mengen findet man in Fischen (Sardine, Lachs, Anchovis).

## Gewinnung und Darstellung
N,N-Dimethylethanolamin wird technisch durch Umsetzung von Dimethylamin mit Ethylenoxid bei Temperaturen von 125–160 °C und Drücken von 15–30 bar in Gegenwart katalytischer Mengen an Wasser in flüssigkeitsgekühlten Doppelmantelrohrreaktoren hergestellt.
Die Reinigung und Aufarbeitung des Produkts erfolgt durch mehrstufige Destillation in Rektifikationskolonnen.
Des Weiteren kann Dimethylaminoethanol durch Methylierung von Monoethanolamin synthetisiert werden.

## Eigenschaften
Der Flammpunkt liegt bei 31 °C, die Zündtemperatur bei 220 °C.

## Verwendung
Dimethylaminoethanol findet als Hilfsmittel zur Dispergierung von Farbpigmenten in Wasserlacken Verwendung. Des Weiteren wird es als Zwischenprodukt bzw. Ausgangsstoff für die Herstellung von Farbstoffen, Emulgatoren, Korrosionsschutzmitteln, Textilhilfsmitteln, Kosmetika und Pharmazeutika benötigt.
Dimethylaminoethanol werden eine Vielzahl positiver Wirkungen, so unter anderem nootropische Effekte, nachgesagt, für die jedoch eindeutige Belege fehlen. Bei Alzheimer-Patienten wurden keine einheitlichen Ergebnisse beobachtet. Ein Autor berichtet von vermehrten Klarträumen nach der Anwendung von DMAE.
Dimethylaminoethanol als topisches Gel soll die Faltenbildung reduzieren.

## Sicherheitshinweise
Als tertiäres Amin ist Dimethylaminoethanol eine starke Base, worauf auch die ätzende Wirkung beruht. Es ist von nur geringer akuter Toxizität (LD50 (Ratte, oral): 2,00 g/kg, LD50 (Kaninchen, dermal): 1,37 g/kg).

## Handelsnamen
Monopräparate
Risatarun (D, außer Handel, Zulassung wurde nicht erteilt wegen fehlender Langzeitstudien)
Kombinationspräparate
Pharmaton Vital Geriavit (CH), Vita Gerin (D)